# 德耶羌镇区
德耶羌镇区為緬甸德林達依省土瓦縣下辖的一个鎮區。2014年人口105,662人，區域面積2,093.4平方公里。該鎮區下分39個村組、114個村莊。德耶羌為該鎮區之首府。